# 梁維樞
梁維樞（1587年—1662年），字慎可，號西韓生，京師真定府真定縣（今河北省石家莊市正定縣）人，清朝政治人物。梁夢龍之孫、梁志之子。
崇禎年間，擔任內閣撰文中書舍人，工部主事。入清后，擔任營繕司郎中、山東按察司僉事	、武德道。著有《玉劍尊聞》、《性譜日箋》、《內閣小識》、《群玉直譽》。
有子梁清遠、梁清恭、梁清傳、梁清尚、梁清芳、梁清烈、梁清泰。